# Lecosia
Lecosia là chi thực vật có hoa trong họ Amaranthaceae.